# Norio Yoshimizu
Norio Yoshimizu, född 21 augusti 1946 i Japan, är en japansk tidigare fotbollsspelare.